# 勒特雷武
勒特雷武（法語：Le Trévoux，法語發音：[lə tʁevu]）是法国菲尼斯泰尔省的一个市镇，属于坎佩尔区。

## 地理
勒特雷武（47°53'40"N, 3°38'29"W）面积20.83 平方千米，位于法国布列塔尼大區菲尼斯泰尔省，该省份为法国最西部的省份，位于布列塔尼半岛西部，北西南三面环大西洋，东临阿摩尔滨海省和莫尔比昂省。
与勒特雷武接壤的市镇（或旧市镇、城区）包括：巴纳莱克、梅拉克、贝隆河畔里耶克。

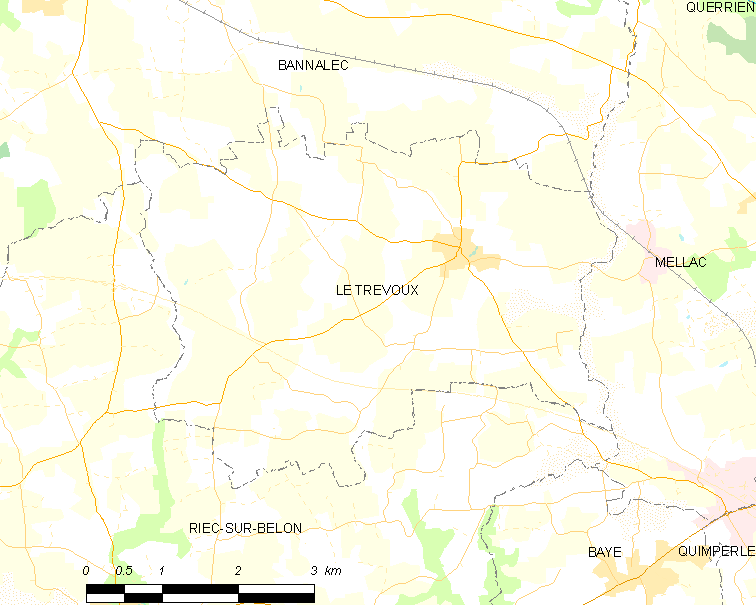
勒特雷武的OSM定位图

勒特雷武的时区为UTC+01:00、UTC+02:00（夏令时）。

## 行政
勒特雷武的邮政编码为29380，INSEE市镇编码为29300。

## 政治
勒特雷武所属的省级选区为滨海莫埃朗县。

## 人口

1962-2008年间勒特雷武人口变化图示

勒特雷武于2022年1月1日时的人口数量为1611人。